# Amtsgericht Pillau
Das Amtsgericht Pillau war ein preußisches Amtsgericht mit Sitz in Pillau, Ostpreußen.

## Geschichte
Das königlich preußische Amtsgericht Pillau wurde mit Wirkung zum 1. Oktober 1879 als eines von acht Amtsgerichten im Bezirk des Landgerichtes Königsberg im Bezirk des Oberlandesgerichtes Königsberg gebildet. Der Sitz des Gerichtes war Pillau. Aufgehoben wurde die Gerichtskommission Pillau beim Kreisgericht Königsberg. Sein Gerichtsbezirk umfasste aus dem Kreis Fischhausen den Stadtbezirk Pillau und den Amtsbezirk Alt Pillau. Am Gericht bestand 1888 eine Richterstelle. Das Amtsgericht war damit ein kleines Amtsgericht im Landgerichtsbezirk. Gerichtstage wurden in Lauknen gehalten.
Im Jahre 1945 wurden der Amtsgerichtsbezirk unter sowjetische Verwaltung gestellt und die deutschen Einwohner vertrieben. Damit endete auch die Geschichte des Amtsgerichtes Pillau.